# 杰伦·拉尼尔
杰伦·拉尼尔（英語：Jaron Lanier，1960年5月3日—）是一位電腦科學家和視覺藝術家，虚拟现实的早期推广者。主要作品有《虚拟现实：万象的新开端》（Dawn of the New Everything: Encounters with Reality and Virtual Reality）、《谁掌控了未来？》（Who Owns the Future?）等。拉尼尔和托马斯·G·齐默尔曼于1985年离开了雅達利，成立了VPL研究公司，这是第一家销售VR眼镜和有线手套的公司。在20世纪90年代末，拉尼尔从事Internet2的应用工作，在2000年代，他是硅谷图形公司和各个大学的访问学者。2006年，他开始在微软工作，从2009年开始在微软研究院工作，担任跨学科科学家。
拉尼尔亦是当代古典音乐的创作者之一，并且是一个稀有乐器的收藏家（拥有约一两千件乐器）；他的原声专辑《变化的工具》（1994年）采用了亚洲的管弦乐器，如Khene口琴、苏林笛和类似西塔琴的Esraj。拉尼尔曾与马里奥·格里戈洛夫合作，为纪录片《第三次浪潮 (电影)》（2007）创作了原声带。
2010年，拉尼尔被列入《时代》周刊最具影响力的100人名单。2018年，《连线》杂志将拉尼尔评为过去25年科技史上最具影响力的25人之一。2005年，《外交政策》将拉尼尔评为前100名公共知识分子之一。2014年，《前景》将拉尼尔评为世界50大思想家之一。

## 早期生活和教育 (1960–1982)
拉尼尔出生于纽约市，在新墨西哥州的梅西拉长大。 拉尼尔的父母都是犹太人；他的母亲是维也纳纳粹集中营的幸存者，他的家庭为躲避反猶騷亂从乌克兰移民过来。他的母亲在他9岁时在一场车祸中丧生。随后他与父亲在帐篷里生活了很长一段时间，然后开始进行了一个为期七年的项目，即建造一个他参与设计的大地穹顶房屋。在13岁时，拉尼尔成功说服新墨西哥州立大学让其入学。在新墨西哥州立大学，他选修了研究生的课程，同时获得了国家科学基金会的资助，这使得他开始学习计算机编程。从1979年到1980年，拉尼尔在新墨西哥州立大学的国家科学基金会资助的项目主要集中在“数字图形模拟学习”。拉尼尔在此期间还在纽约上了艺术学校，后回到新墨西哥州后做了一名助产士的助手。他帮助接生的一个婴儿的父亲送给了他一辆汽车作为礼物，拉尼尔后来把这辆车开到了圣克鲁斯 。

## 雅达利研究所，VPL研究(1983-1990)
此时的拉尼尔在位于加利福尼亚州的雅达利公司工作，在那里他遇到了有线手套的发明者托马斯-齐默尔曼。1984年，雅达利公司被拆分成两家公司后，拉尼尔随即失业。不过空闲时间可使他能够专注于做自己的项目（包括VPL，即一种"后符号"式視覺化程式設計語言）。与齐默尔曼一起，拉尼尔成立了VPL研究，专注于实现虚拟现实技术的商业化。该公司在一段时间内发展蒸蒸日上，然而却在1990年时申请了破产。1999年，Sun系统买下了VPL的虚拟现实和图形的相关专利。

## Internet2，访问学者（1997-2001）
从1997年到2001年，拉尼尔是高级网络与服务的首席科学家（其中包括Internet2的工程办公室），亦同时担任"国家远程浸入式倡议"的首席科学家，这是一个研究互联网2高级应用的研究大学联盟。该倡议在经过三年的发展期之后，于2000年展示了第一批网真技术的原型。从2001年到2004年，拉尼尔为硅谷图形公司的访问科学家，在那里他为远程呈现和远程浸入的核心问题提出解决方案。除此之外，他还是哥伦比亚大学傅氏基金工程和应用科学学院的访问学者（1997至2001年）、纽约大学提斯艺术学院访问艺术家，以及国际进化与大脑研究所的创始成员。

## 家庭
杰伦·拉尼尔和他的妻子莉娜有一女。

## 主要作品

### 西方古典音乐
- Instruments of Change (1994),[20] POINT Music（英语：POINT Music）/飞利浦唱片/宝丽金唱片

### 视频游戏
- 月尘 (电子游戏)（英语：Moondust (video game)）。(康懋达64, 1983)
- 外星人花园（英语：Alien Garden） (Atari 8-bit family, 1982年发行，与布莱恩·达科文（英语：Bernie DeKoven）)合作 [21]

### 著作
- Information Is an Alienated Experience, Basic Books, 2006, ISBN 0-465-03282-6。
- You Are Not a Gadget[22] New York : 克诺夫出版社, 2010, ISBN 978-1-84614-341-0.
- 谁掌控了未来？, San Jose : 西蒙与舒斯特, UK : 艾伦·莱恩（英语：Allen Lane）, 2013, ISBN 978-1-846145223.
- Dawn of the New Everything: Encounters with Reality and Virtual Reality, New York: 亨利·霍尔特公司（英语：Henry Holt and Company）, 2017, ISBN 9781627794091.
- Ten Arguments for Deleting Your Social Media Accounts Right Now, New York: Henry Holt and Co., 2018, ISBN 978-1-250-19668-2.